# Геон
Гео́н — электромагнитная или гравитационная волна, которая удерживается в ограниченной области гравитационным притяжением энергии своего собственного поля.
Идея и название введены в работе Джона Уилера 1955 года «Геоны». Название geon трактуется как сокращение английского словосочетания gravitational electromagnetic entity (гравитационная электромагнитная сущность).
Так как ОТО — классическая теория поля, теория геона Уилера не учитывает квантовые эффекты. Однако Уилер обсуждал возможность того, что микроскопические геоны могут быть элементарными частицами.
Уилер не привёл явных геонных решений вакуумных уравнений Эйнштейна. Это было частично сделано в 1964 году Бриллом и Хартлом,, которые рассмотрели приблизительное решение, которое хотя бы временно проявляет требуемые Уилером свойства. Вопрос стабильности геонов не решён окончательно, хотя существует общий консенсус, что они не могут быть стабильными, и энергия волны постепенно «просачивается» наружу; таким образом, эти образования, вероятно, не могут служить классической моделью стабильных элементарных частиц.
Вариант геона — кугельблиц, чёрная дыра, образованная концентрацией электромагнитной энергии с такой плотностью, что она образует вокруг себя горизонт событий.